# 圣约翰堂 (加尔各答)
圣约翰堂（St. John’s Church）是加尔各答成为英属印度首都后，东印度公司最早兴建的公共建筑之一。 位于总督府的西北角。该堂始建于1784年，1787年完成，是加尔各答的第三古老的教堂，仅次于亚美尼亚教堂和 Old Mission Church. 圣约翰堂曾经是圣公会的主教座堂，在1847年迁往圣保罗座堂。圣约翰堂模仿了伦敦的圣马田教堂，是一座大型的新古典主义建筑，尖顶高174英尺，有一个巨大的时钟

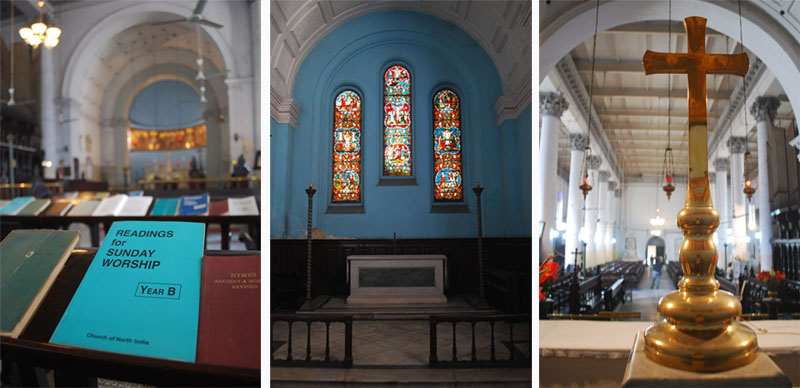
内部

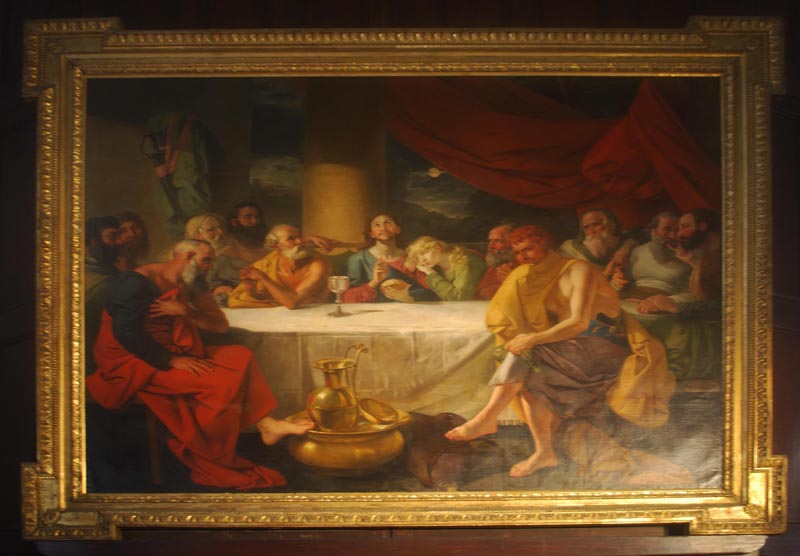
最后晚餐

堂内墙壁上悬挂一幅达芬奇风格的最后晚餐图.作者是Johann Zoffany。

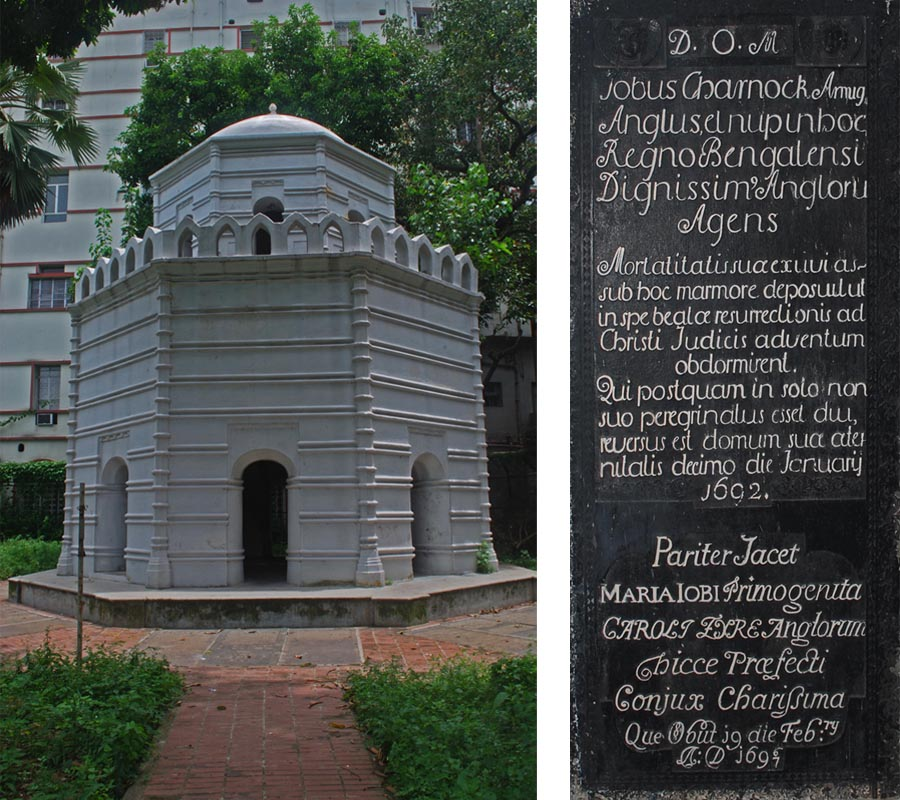
約伯·查諾克纪念碑

该堂庭院的墓地有许多纪念碑，其中包括加尔各答的创建者，东印度公司商人約伯·查諾克的八角形纪念碑。还有印度历史上最具争议的加尔各答黑洞事件的加尔各答黑洞纪念碑。

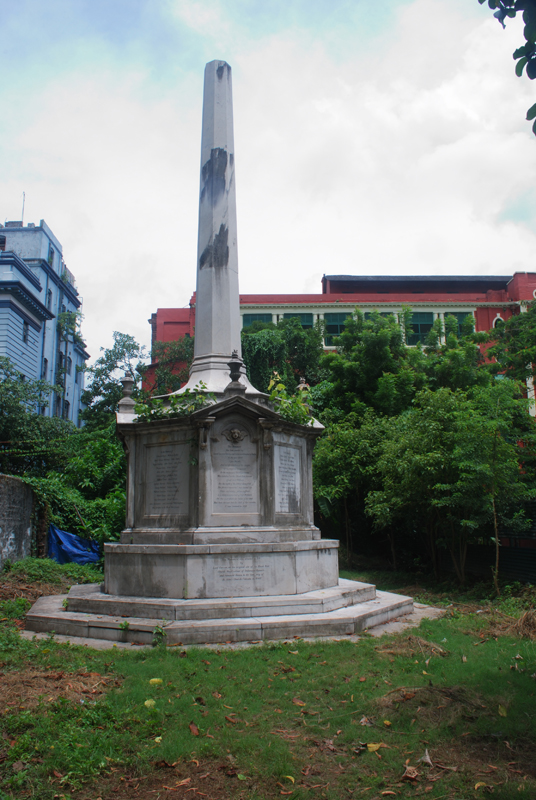
加尔各答黑洞纪念碑

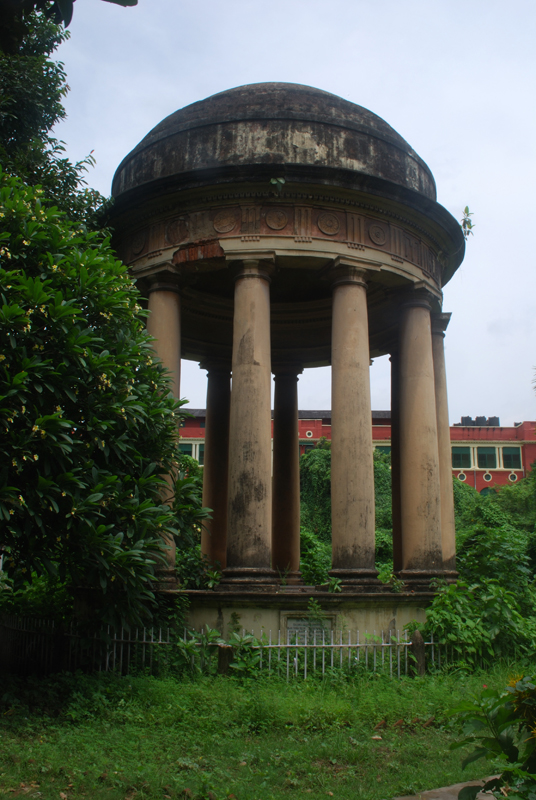
第二次 Rohilla 战争纪念碑